# .gy
Pour les articles homonymes, voir GY.
.gy est le domaine de premier niveau national (country code top level domain : ccTLD) réservé au Guyana.